# Tonya Pinkins
Tonya Pinkins (Chicago, 30 mei 1962) is een Amerikaanse actrice.

## Biografie
Pinkins heeft theater, muziek en dans gestudeerd aan de Carnegie Mellon University in Pittsburgh. Na haar studie verhuisde zij naar New York om zich te gaan richten op haar acteercarrière die zij begon in het theater. Zij was van 1984 tot en met 1987 getrouwd, van 1987 tot en met 1993 was zij opnieuw getrouwd waaruit zij twee kinderen heeft en vanaf 2009 is zij opnieuw getrouwd.

## Filmografie

### Films
Uitgezonderd korte films.
- 2022 The Life of Peter Gottlieb - als decaan Fendleman
- 2021 Better Than My Last - als mrs. Carter
- 2021 Red Pill - als Cassandra
- 2020 Black Lady Goddess - als professor Davis
- 2020 The Surrogate - als Karen Weatherston-Harris
- 2019 The Artist's Wife - als Liza Caldwell
- 2018 Write When You Get Work - als Roberta Simmons
- 2017 Mercy - als Agatha
- 2017 The Book of Henry - als schoolhoofd Wilder
- 2017 Aardvark - als Abigail
- 2016 The Elephant in the Room - als mama
- 2016 Collective: Unconscious - als Ripa the Reaper
- 2015 For Justice - als Marian Horn
- 2013 Fading Gigolo - als Othella
- 2013 Newlyweeds – als Patrice
- 2013 Home – als Esmin
- 2008 Noah's Arc: jumping the Broom – als Mevr. Robinson
- 2007 Enchanted – als Phoebe Banks
- 2006 Premium – als Marva
- 2005 Romance & Cigarettes – als vrouwelijke ziekenbroeder
- 2002 Love Hurts – als tante V
- 1994 Against Their Will: Women in Prison – als Sondra
- 1994 Above the Rim – als Mailika
- 1993 Strapped – als A.T.F. officier
- 1989 See No Evil, Hear No Evil – als Leslie
- 1987 Hotshot – als ??
- 1986 Rage of Angels: The Story Continues – als Sharon
- 1984 Beat Street – als Angela

### Televisieseries
Uitgezonderd eenmalige gastrollen.
- 2022 Women of the Movement - als Alma Spearman - 4 afl.
- 2021 The Hunt for the Chicago Strangler - als verteller - 3 afl.
- 2021 A Simple Herstory - als Roxanna 'Roxy' Hummel Claflin - 2 afl.
- 2020 God Friended Me - als Marsha - 3 afl.
- 2016 - 2019 Madam Secretary - als Susan Thompson - 10 afl.
- 2018 Fear the Walking Dead - als Martha - 6 afl.
- 2018 Random Acts of Flyness - als Ripa The Reaper - 3 afl.
- 2017 Scandal - als Sandra - 3 afl.
- 2015 - 2016 Gotham - als Ethel Peabody - 11 afl.
- 2016 11.22.63 - als Mia Mimi Corcoran - 4 afl.
- 2015 Nurse Jackie - als Charlane - 2 afl.
- 2009 Army Wives – als Viola Crawford – 5 afl.
- 1991 – 2009 All My Children – als Livia Frye – 61 afl.
- 2009 24 – als Alama Matobo – 4 afl.
- 1995 University Hospital – als verpleegster Mary Jenkins – 9 afl.
- 1983 – 1986 As the World Turns – als Heather Dalton – 7 afl.

## Theaterwerk opBroadway
- 2014 Holler If Ya Hear Me - als mrs. Weston
- 2013 A Time to Kill - als Gwen Hailey
- 2007 Radio Golf – als mama Wilks
- 2004 Caroline or Change – als Caroline Thibodeaux (Tony Award – genomineerd)
- 2000 The Wild Party – als Kate
- 1997 Play On! – als Lady Liy (Tony Award – genomineerd)
- 1995 Chronicle of a Death Foretold – als Clotilde
- 1992 – 1993 Jelly's Last Jam – als Anita (Tony Award – gewonnen)
- 1981 Merrily We Roll Along – als Gwen Wilson